# Olsenbandens siste stikk
Olsenbandens siste stikk er en norsk film fra 1999. Den er instrueret af Knut Bohwim. Det er den fjortende og sidste i den norske udgave af Olsenbande-serien. Den er baseret på, den danske film, Olsen-bandens sidste stik.

## Handling
Egon har været på plejehjemmet Solgløtt i 14 år. Da han i et interview bliver kommer på tv, bliver han genkendt af både kolleger, politimænd og visse skurke. Benny driver sit eget taxi-selskab ved navn "Bennys tut og kjør". Harry ligger på sygehus efter en sprængningsulykke i Romeriksporten. Valborg derimod er blevet enke efter Kjells død i 1990. Banden samles igen, og denne gang drejer det sig om Wandenberg-mappen og et godt gammeldags Franz Jäger-pengeskab.

## Medvirkende
| Rolle                                             | Skuespiller            |
| ------------------------------------------------- | ---------------------- |
| Egon Olsen                                        | Arve Opsahl            |
| Benny Fransen                                     | Sverre Holm            |
| Valborg Jensen                                    | Aud Schønemann         |
| Dynamitt-Harry                                    | Harald Heide-Steen Jr. |
| Byrådschef Grønn-Larsen                           | Kim Haugen             |
| Departementsråd Hallandsen                        | Nils Ole Oftebro       |
| Kriminalassistent Gran                            | Johannes Joner         |
| Førstebetjent Holm                                | Anders Hatlo           |
| Sekretær                                          | Inger Teien            |
| Bang-Johansen                                     | Halvard Flatland       |
| Sikkerhedsekspert                                 | Per Christian Ellefsen |
| Kongen                                            | Henki Kolstad          |
| Knægten                                           | Frank Robert           |
| Oliesheiken                                       | Henning Hai Yee Yang   |
| Vagtmand med hund                                 | Ulf Wengård            |
| Vagtmand                                          | Jan-Pande Rolfsen      |
| Sosialkosmetolog                                  | Anitra Eriksen         |
| TV-værtinde                                       | Kristin Johnson        |
| Sygeplejerske                                     | Anne Marit Jacobsen    |
| Politimester                                      | Lars Andreas Larssen   |
| Gymnastiklærer på politihøyskolen/ Man som jogger | Even Kirkenær          |
| Mand i rullestol                                  | Rolf Arly Lund         |
| Basse                                             | Pål Johannessen        |
| Sig selv                                          | Knut Bohwim            |